# غار یخی چما
غار یخی چما، یک یخچال طبیعی عظیم از جنس برف در شهرستان کوهرنگ از توابع استان چهارمحال و بختیاری است. این غار تاریخی از انباشت برف و یخ در طول هزاران سال ایجاد شده‌است. آب حاصل از ذوب برف‌های این غار موجب تشکیل رودی با آب بسیار سرد در داخل این غار شده است. ارتفاع برف در زمستان به چندین متر می‌رسد و مسیر این غار را در فصول پاییز و زمستان مسدود می‌کند.
این غار در فاصلهٔ ۲۵ کیلومتری چلگرد، بعد از روستای توریستی شیخ علیخان قرار دارد که مرکز توجه بسیاری از گردشگران است. در حال حاضر به مانند یک یخچال دائمی در همهٔ فصول سال پابرجاست. یک رودخانهٔ که حاصل ذوب برف می‌باشد از دل این غار به سدکوهرنگ می‌ریزد که در حال حاضر بزرگترین منبع آب شیرین در ایران را تشکیل می‌دهد. غار یخی چما به علت ناشناخته بودن و صعب العبور بودن، بسیار بکر و دست نخورده مانده‌است و این خود از ویژگی‌های منحصر به‌فرد آن به‌شمار می‌رود.
«چم» به معنی مرغزار و جوشش آب در محل و «چما» نیز جمع کلمه چم است. در واقع این نام‌گذاری به‌دلیل مراتع سرسبز و خوش آب و هوای منطقه و چشمه آب شیرین و گوارای آن است. غار یخی چما به‌دلیل قرار گرفتن در دره‌ای عمیق و انباشته شدن برف‌ها طی هزاران سال ایجاد شده است.

## حوادث
مدیر جمعیت هلال احمر شهرستان کوهرنگ گفت: ۱ شهریور ۱۳۹۷ غار یخی «چما» در شهرستان کوهرنگ جان دو گردشگر را گرفت.
وی عنوان کرد: این دو گردشگر وارد این غار یخی شدند که به علت پیشروی زیاد و سقوط قندیل‌های یخی دچار سانحه شدند و جان خود را از دست داده‌اند. مدیر جمعیت هلال احمر شهرستان کوهرنگ گفت غار یخی چمای کوهرنگ یکی از مهمترین جاذبه‌های گردشگری چهارمحال و بختیاری است که سالانه مسافران بسیاری از این غار یخی بازدید می‌کنند.

## ویژگی‌ها
این غار شبیه تنگه‌ای بزرگ و انباری پر برف است که ارتفاع برف‌های آن تا ۵۰ متر می‌رسد و به عنوان یک یخچال طبیعی و تقریبا دائمی از جاذبه‌های دیدنی برای سفرهای تابستانی به‌شمار می‌رود. قرار گرفتن در دره‌ای عمیق و انباشت برف‌های چندین ساله در این مکان سبب شده، قندیل‌های یخ و توده‌های عظیم برف به صورت دائمی و در تمام فصول سال در غار چما باقی بماند.

## پیوند ب بیرون
- تصاویری از غار یخی چما